# 노라 아르네제더
노라 아르네제데르(Nora Arnezeder, 1989년 5월 8일 ~ )는 프랑스의 배우, 가수이다.

## 출연 작품
- 주 (2015년)
- 인 더 클라우드 (2018년)
- 타이즈 (2021년)
- 아미 오브 더 데드 (2021년) - 릴리 역